# Aïn Fras
Aïn Fras là một đô thị thuộc tỉnh Mascara, Algérie. Dân số thời điểm năm 2002 là 1.628 người.